# Góra Sangane
Góra Sangane (jap. 三ヶ根山) – góra na granicy miast Gamagōri, Nishio i Kōta w powiecie Nukata w prefekturze Aichi. Jest częścią Narodowego Quasi-Parku Zatoki Mikawa.

## Galeria

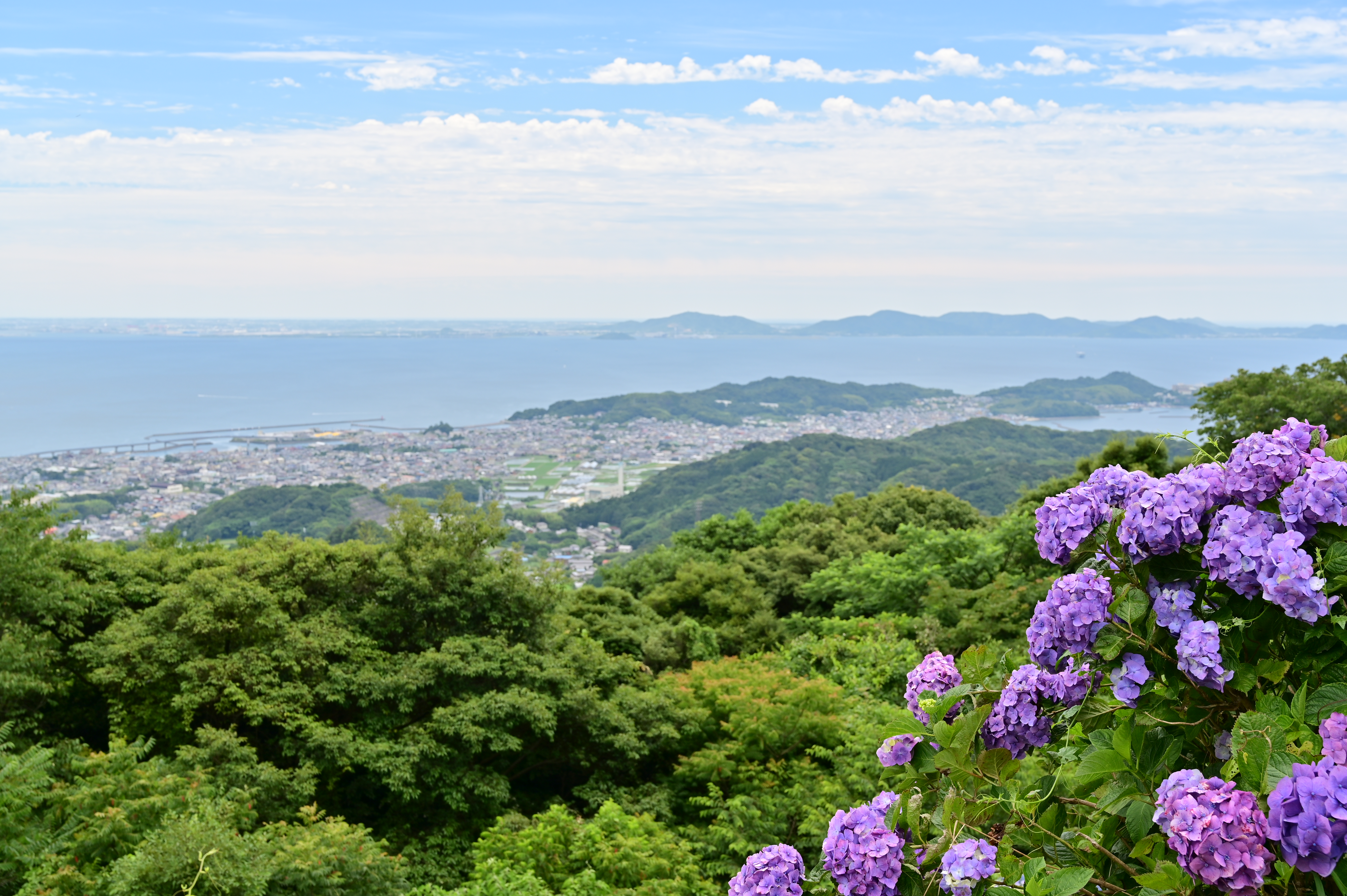
Widok na zatokę Mikawa z góry Sangane
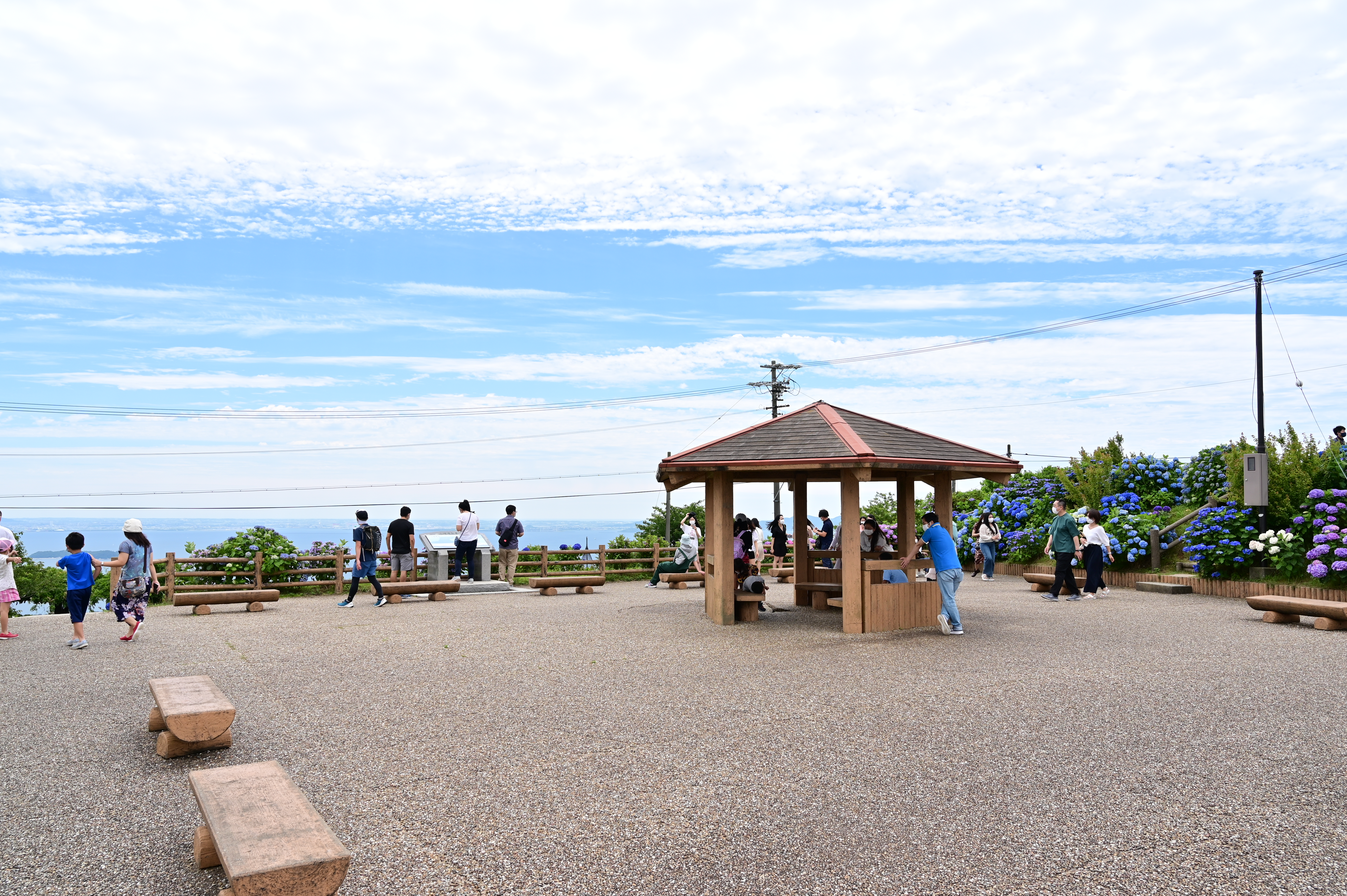
Taras widokowy
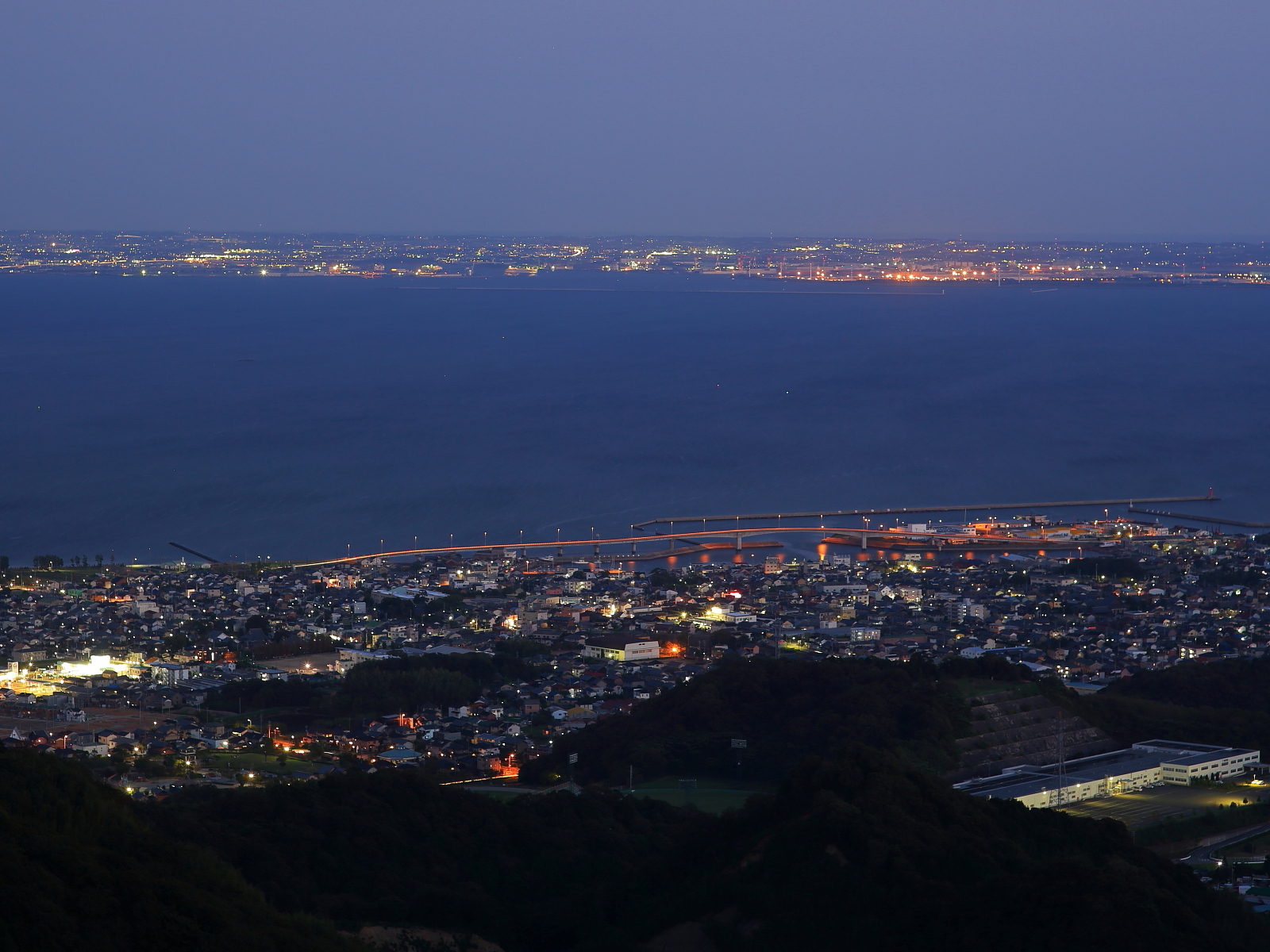
Nocny widok na zatokę Mikawa z góry Sangane